# Cattedrale di San Nicola (Alessio)
La cattedrale di San Nicola (in lingua albanese: Kisha Katedrale Shën Nikolla) è la cattedrale cattolica della diocesi di Alessio e si trova nella città di Alessio, in Albania. 
La chiesa è stata costruita nel 2007 ed è dedicata a San Nicola in quanto la vecchia cattedrale, ora monumento storico, era dedicata a questo Santo.
Il 28 ottobre 2007 il cardinale Giovanni Battista Re ha consacrato la nuova cattedrale.
È l'edificio cattolico principale della città.